# Challenge mondial de course en montagne longue distance 2008
Navigation
2007 2009
Le Challenge mondial de course en montagne longue distance 2008 est une compétition de course en montagne qui s'est déroulée le 24 avril 2008 à Horton in Ribblesdale en Angleterre. C'est la Three Peaks Race qui accueille les championnats. Il s'agit de la cinquième édition de l'épreuve.

## Résultats
Le parcours de 37,4 km et 1 608 m de dénivelé de l'épreuve de fell running très appréciée des coureurs britanniques, donne du fil à retordre aux coureurs étrangers. L'Anglais Martin Cox prend le large dès le départ mais lâche du terrain à mi-parcours, vers Whernside et finit par abandonner. Le jeune Slovène Mitja Kosovelj surprend tout le monde en reprenant la tête. Il s'essouffle cependant en fin de parcours, permettant à l'Écossais Jethro Lennox de remporter le titre, devant l'Anglais Thomas Owens. Mitja parvient à terminer sur le podium, battant le vainqueur des trois dernières éditions, Rob Jebb.
La course féminine voit la Tchèque Anna Pichrtová mener la course de main de maître et remporte la victoire en établissant un nouveau record du parcours en 3 h 14 min 43 s. Elle devance l'Écossaise Angela Mudge de plus de six minutes. La médaille de bronze est âprement disputée entre la Néo-Zélandaise Anna Frost et l'Australienne Angela Bateup mais cette dernière parvient à terminer 40 secondes devant Anna pour s'offrir le podium.

### Individuel
| Rang               | Athlète         | Pays       | Temps           |
| ------------------ | --------------- | ---------- | --------------- |
| Médaille d'or      | Jethro Lennox   | Écosse     | 2 h 53 min 39 s |
| Médaille d'argent  | Thomas Owens    | Angleterre | 2 h 54 min 16 s |
| Médaille de bronze | Mitja Kosovelj  | Slovénie   | 2 h 57 min 36 s |
| 4                  | Rob Jebb        | Angleterre | 2 h 59 min 13 s |
| 5                  | Rob Hope        | Angleterre | 2 h 59 min 51 s |
| 6                  | Ricky Lightfoot | Angleterre | 3 h 0 min 25 s  |
| 7                  | Karl Gray       | Angleterre | 3 h 1 min 24 s  |
| 8                  | Billy Burns     | Angleterre | 3 h 2 min 44 s  |
| 9                  | Joe Symonds     | Écosse     | 3 h 3 min 38 s  |
| 10                 | Andy Peace      | Angleterre | 3 h 4 min 47 s  |

| Rang               | Athlète              | Pays             | Temps           |
| ------------------ | -------------------- | ---------------- | --------------- |
| Médaille d'or      | Anna Pichrtová       | Tchéquie         | 3 h 14 min 43 s |
| Médaille d'argent  | Angela Mudge         | Écosse           | 3 h 20 min 53 s |
| Médaille de bronze | Angela Bateup        | Australie        | 3 h 25 min 33 s |
| 4                  | Anna Frost           | Nouvelle-Zélande | 3 h 26 min 13 s |
| 5                  | Sharon Taylor        | Angleterre       | 3 h 34 min 15 s |
| 6                  | Elena Rukhliada      | Russie           | 3 h 34 min 35 s |
| 7                  | Evgeniya Danilova    | Russie           | 3 h 35 min 36 s |
| 8                  | Helen Fines          | Angleterre       | 3 h 38 min 42 s |
| 9                  | Fiona Maxwell        | Irlande du Nord  | 3 h 39 min 52 s |
| 10                 | Ekaterina Nechunaeva | Russie           | 3 h 43 min 52 s |